# Ö till Ö
Ö till Ö är en årligt återkommande swimruntävling som äger rum den första måndagen i september i Stockholms skärgård, från Sandhamn till Utö. Swimrun är en multisport där de tävlande växlar mellan simning i öppet vatten och löpning. Simsträckorna är 24 till antalet med en sammanlagd längd på 10 km. Löpsträckorna, över flera etapper, är sammanlagt 65 km, så totalsträckan är 75 km. De tävlande springer över öarna och simmar mellan dem. De tävlar i lag om två personer. Det finns tre klasser, herr, dam och mixed. Första tävlingen avgjordes 2006. 